# Olivier Andrey
Olivier Andrey (* 1. Dezember 1980) ist ein Schweizer Badmintonspieler. 

## Karriere
Olivier Andrey wurde 2004 erstmals Schweizer Meister im Badminton. Weitere Titelgewinne folgten 2005, 2006, 2008, 2010 und 2014.

## Sportliche Erfolge
| Saison | Veranstaltung                   | Disziplin    | Platz | Name                               |
| ------ | ------------------------------- | ------------ | ----- | ---------------------------------- |
| 2003   | Schweizer Einzelmeisterschaften | Herreneinzel | 2     | Olivier Andrey                     |
| 2004   | Schweizer Einzelmeisterschaften | Herreneinzel | 1     | Olivier Andrey                     |
| 2005   | Schweizer Einzelmeisterschaften | Herreneinzel | 1     | Olivier Andrey                     |
| 2006   | Schweizer Einzelmeisterschaften | Herreneinzel | 1     | Olivier Andrey                     |
| 2006   | Schweizer Einzelmeisterschaften | Herrendoppel | 1     | Christian Bösiger / Olivier Andrey |
| 2008   | Schweizer Einzelmeisterschaften | Herreneinzel | 1     | Olivier Andrey                     |
| 2010   | Schweizer Einzelmeisterschaften | Herreneinzel | 1     | Olivier Andrey                     |
| 2014   | Schweizer Einzelmeisterschaften | Herreneinzel | 1     | Olivier Andrey                     |

## Referenzen
- Mit Geduld zum Ziel! In: badminton.ch vom 18. Februar 2006

| Personendaten    | Personendaten              |
| ---------------- | -------------------------- |
| NAME             | Andrey, Olivier            |
| KURZBESCHREIBUNG | Schweizer Badmintonspieler |
| GEBURTSDATUM     | 1. Dezember 1980           |